# Papposz
Papposz, latinosan Pappus, (3. század – 4. század) alexandriai görög matematikus, földrajztudós.

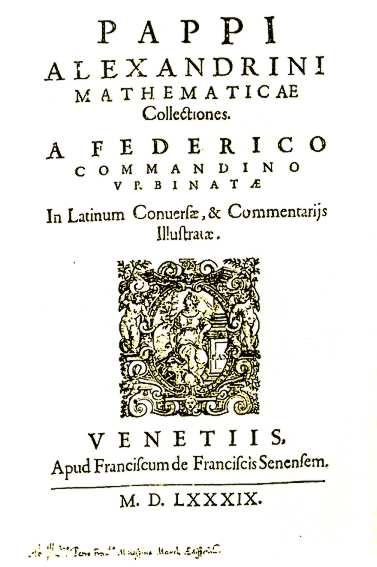
Papposz Mathematicae Collectiones, könyvének címlapja Federico Commandino fordításában (1589).

A Szuda-lexikon szerint I. Theodosius császár uralkodása (379 – 395) alatt élt, de egy újabban fellelt scholion tanúsága szerint korábban, Diocletianus alatt (284 – 305) működött. A Szuda-lexikon a következő munkáit sorolja fel: „Szünagón”, „Korographia oikumenia”, „Eisz ta io biblia thé Ptolemaiou megalisz szüntaxeisz ipomnéma”, „Potamoi oi en Libosz”, „Oneirokritika”. Ránk csupán a „Szünagón” maradt, elején megcsonkítva, de a mű így is komoly jelentőséggel bír a matematika történetére vonatkozóan, mivel kivonatokat is tartalmaz korábban élt szerzők munkáiból.

## Lásd még
- Papposz–Guldin-tétel
- Papposz-tétel

1. 1 2  Catalogue of the Library of the Pontifical University of Saint Thomas Aquinas
2. ↑  MacTutor History of Mathematics archive